# E. Michael Southwick
Elmer Michael Southwick (* 12. Januar 1945 in Willits, Kalifornien) ist ein US-amerikanischer Diplomat.

## Leben
E. Michael Southwick heiratete Susan Southwick, ihre Kinder sind Edward M., Andrew D. und Katherine G. Southwick. E. Michael Southwick trat 1968 in den auswärtigen Dienst.
Er war in Niger, Ruanda und Burundi akkreditiert. Von 1990 bis 1994 war Southwick Stellvertretender Botschafter in Nairobi, Kenia. Danach war er von 1994 bis 1997 Botschafter in Uganda.
2001 leitete Southwick die US-Delegation bei der Weltkonferenz gegen Rassismus in Durban. Southwick wurde 2004 in den Ruhestand versetzt und gibt am  U. S. Institute of Peace (USIP) Seminare.